# Wilhelm Sándor
Wilhelm Sándor (Margitta, 1945. november 7. –) biológiatanár, biológiai szakíró.

## Életpályája
A középiskolát szülővárosában végezte, 1963-ban, majd a BBTE-n biológia–zoológia szakon tanári diplomát szerzett, 1968-ban. A természettudományok doktora címet 1980-ban a bukaresti Biológiai Intézetben nyerte el. 1968-tól Székelyhídon, 1989 óta ugyanott a Petőfi Sándor Elméleti Líceumban tanított, 2005-től nyugdíjas.
Nevéhez fűződik az Érmellék népi halászatát és vadfogását bemutató helyi múzeum létrehozása.

## Munkássága
Kutatási területe a halbiológia, ökológia és etológia, emellett a népi halászattal, az Érmellék néprajzával is foglalkozik. Ismeretterjesztő írásait a Fáklya, Bihari Napló, Falvak Dolgozó Népe, Előre, Művelődés, Korunk, Magyar Horgász közölte.
Szaktanulmányai a Nymphaea, Crisia, Buletinul de Cercetări Piscicole, Múzeumi Füzetek, Revue Roumaine de Biologie, Travaux Musei Naturalis Grigore Antipa, Halászat, Tiscia, Ann. Naturhist. Mus. Wien, Poľovnistvo a Rybarstvo folyóiratokban jelentek meg.

## Szakcikkeiből
- A fazekasság emlékei Margittán. In: Népismereti Dolgozatok 1983. Bukarest, 1983
- Hagyományos halászat az Érmelléken. In: Népismereti Dolgozatok 1994. Bukarest, 1994
- Székelyhídi kovácsok. Partium. 1. 2–3. Nagyvárad, 1994

## Önálló kötetei
- Mint hal a vízben. A halak viselkedése (Bukarest, 1990)
- Halak bonckés alatt (Kolozsvár 1998)
- Halak a természet háztartásában. Édesvízi halaink biológiája (Kolozsvár, 2000)
- Vizek vallatása (Nagyvárad, 2005)
- A lápi póc (Kolozsvár, 2008).

## További irodalom
- Cseke Péter: Az első kézből kapott információ varázsa. Falvak Dolgozó Népe 1975. okt. 29.
- Cseke Péter: Azzá váltunk-e, amivé akartunk? (Egy biológus nemzedék indulása.) Korunk 1979/7–8.
- Sike Lajos: Hogy került a törpeharcsa a közművelődésbe? Előre 1983. febr. 18.
- Sike Lajos: Másról beszélünk: Dr. Wilhelm Sándor tanár (Székelyhíd). A Hét 1985. jan. 17.
- Szabó Zsigmond: Mint hal a vízben. Múzeumi Füzetek 1(1992). 115.
- Dérer Ferenc: Halászati múzeum. Bihari Napló 1996. jan. 5.
- Gittai István: Jöttek a gépek, és vitték a vizet, a lápi világot. Bihari Napló 1999. szept. 24.
- Kovács Győző: Az érmelléki lápvilág megmentése. Élet és Tudomány 2001. júl. 6.
- Kászoni Zoltán: Dr. Wilhelm Sándor, a Partium halbiológusa. Halászat 2001. 94. –
- D. Mészáros Elek: Haldoktor az Érmelléken. Reggeli Újság 2004. dec. 6.
- D. Mészáros Elek: A mocsárjáró ember. Erdélyi Riport 2009. febr. 5.
- Balázs D. Attila: Góhér és bodon. Magyar Nemzet Magazin 2006. dec. 10.